# Тронгса (дзонгхаг)

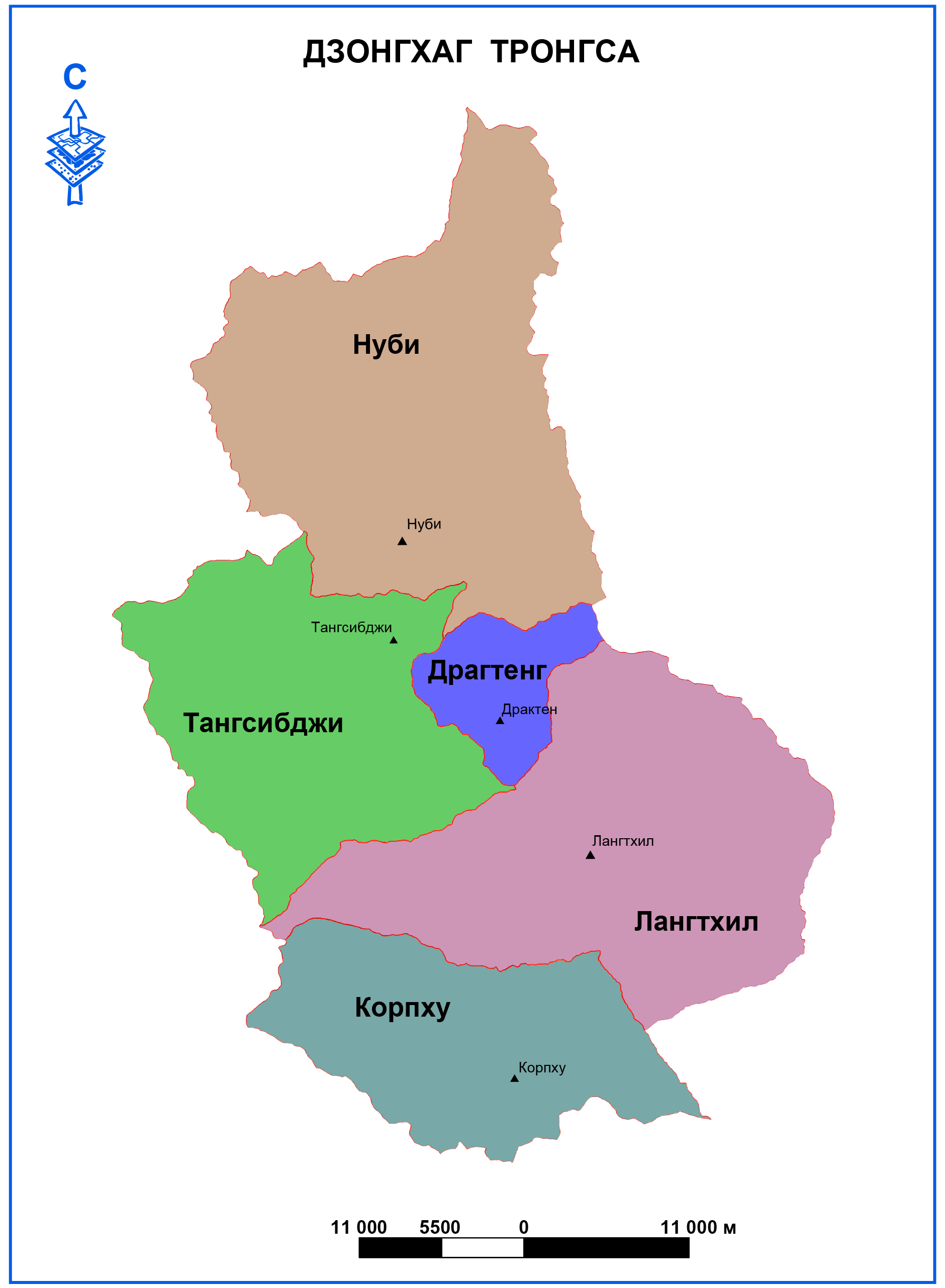
Гевоги дзонгхага Тронгса

Тронгса (дзонг-кэ ཀྲོང་གསར་རྫོང་ཁག་, вайли Krong-gsar rdzong-khag) — дзонгхаг в Бутане, относится к южному дзонгдэю. Административный центр — Тронгса. Администрация дзонгхага располагается в крепости Тронгса-дзонг.
В дзонгхаге Тронгса находится географический центр Бутана.

## Административное деление
В состав дзонгхага входят 5 гевогов:
- Драгтенг
- Корпху[англ.]
- Лангтхил
- Нуби
- Тангсибджи

Тронгса (дзонгхаг)
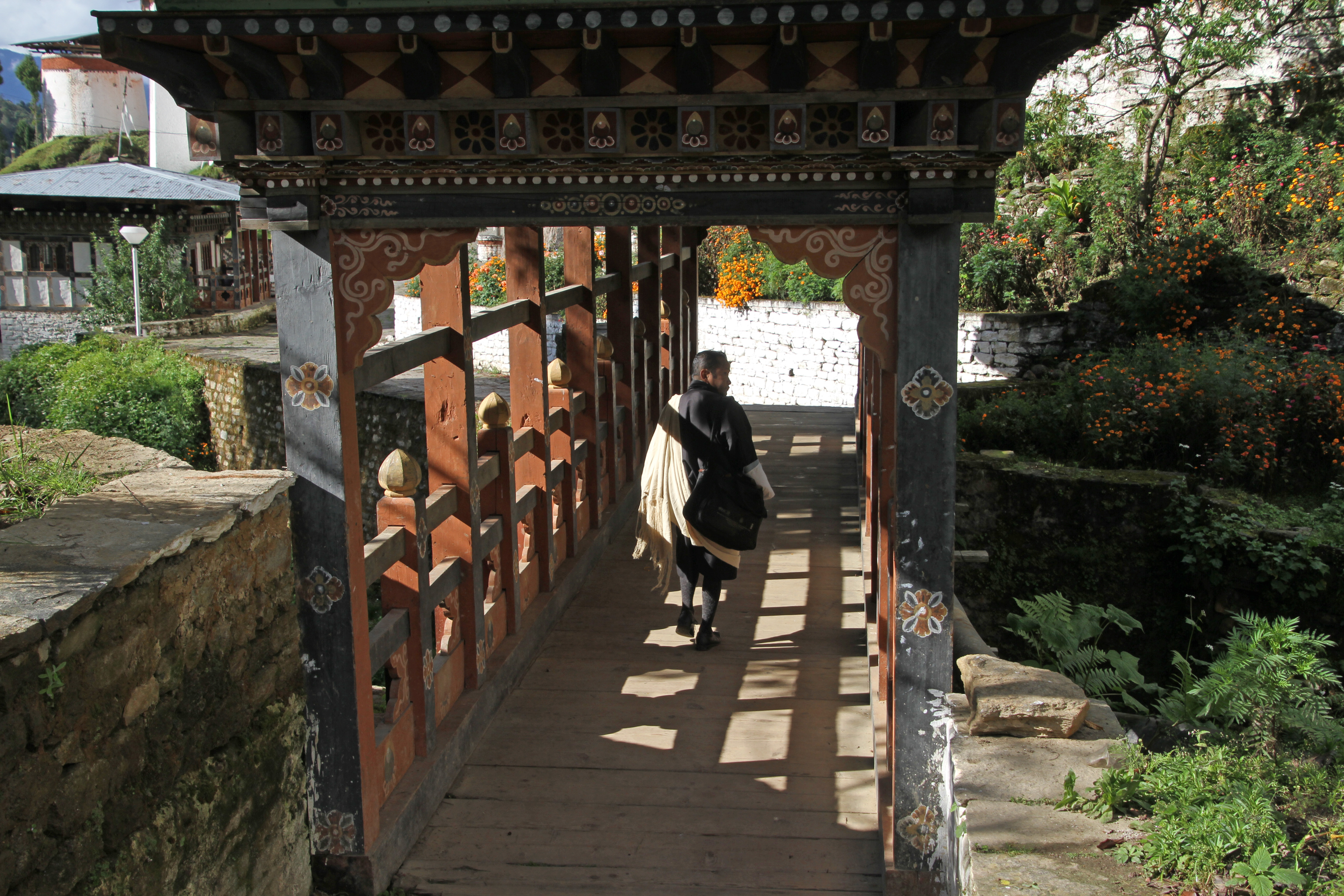
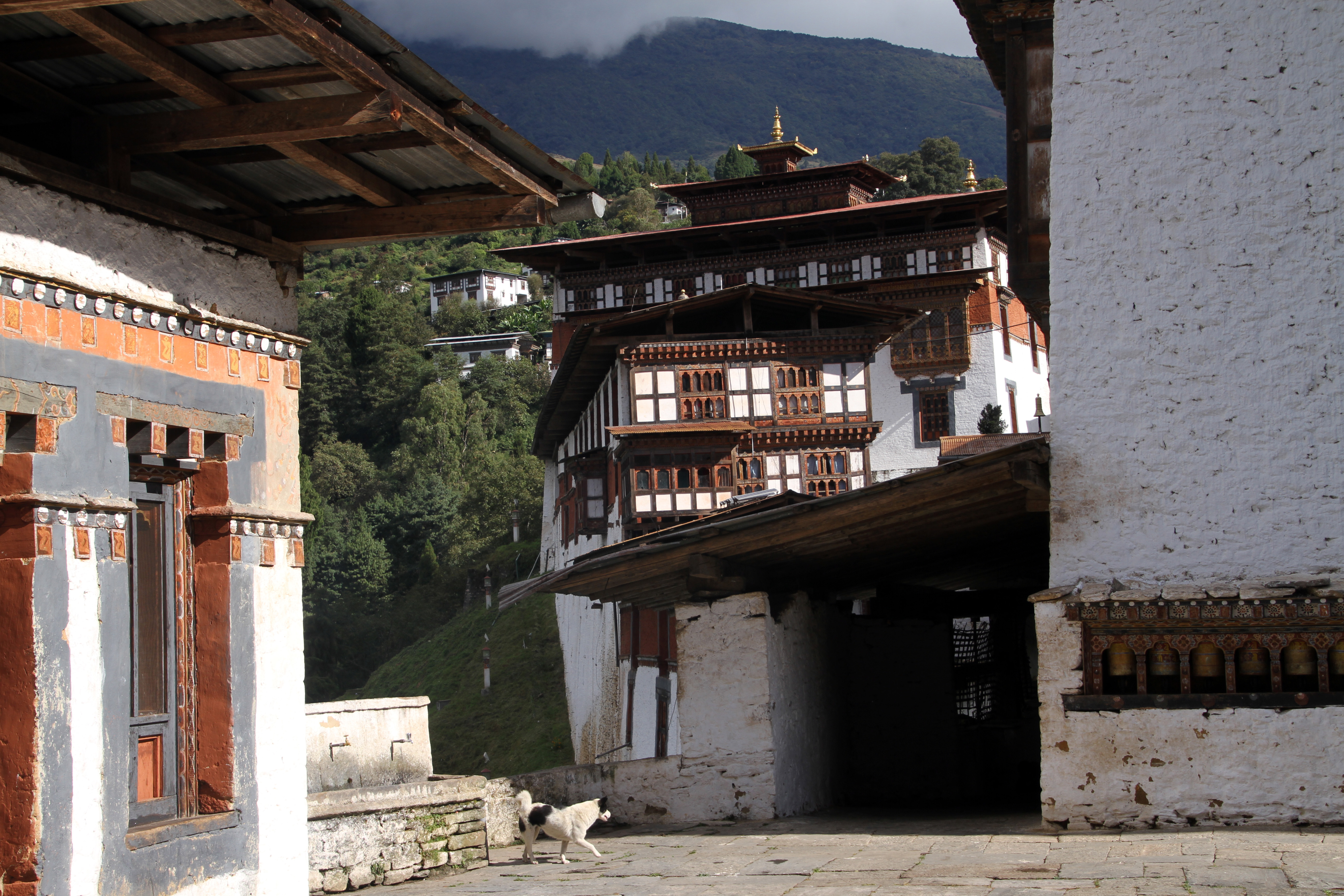
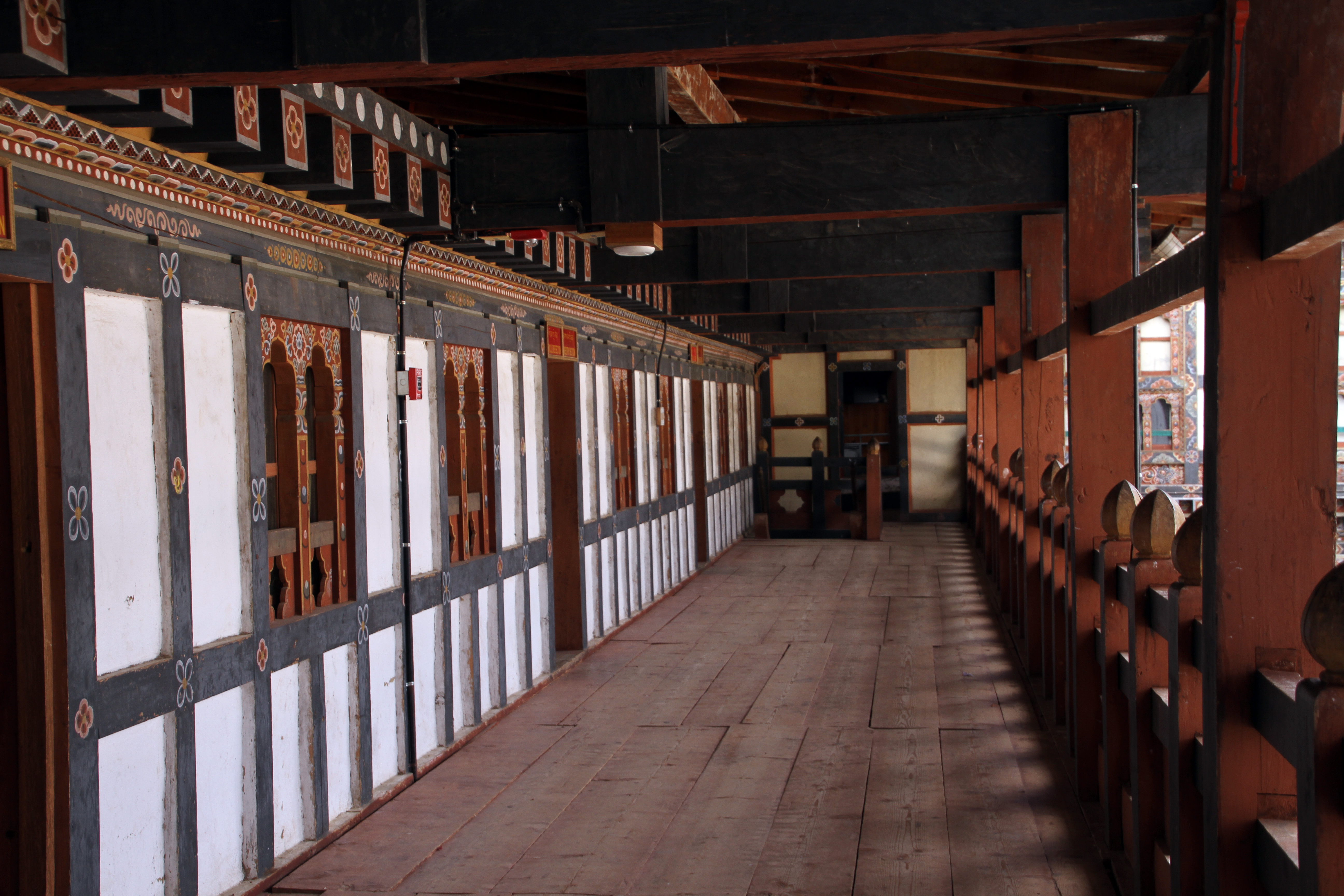
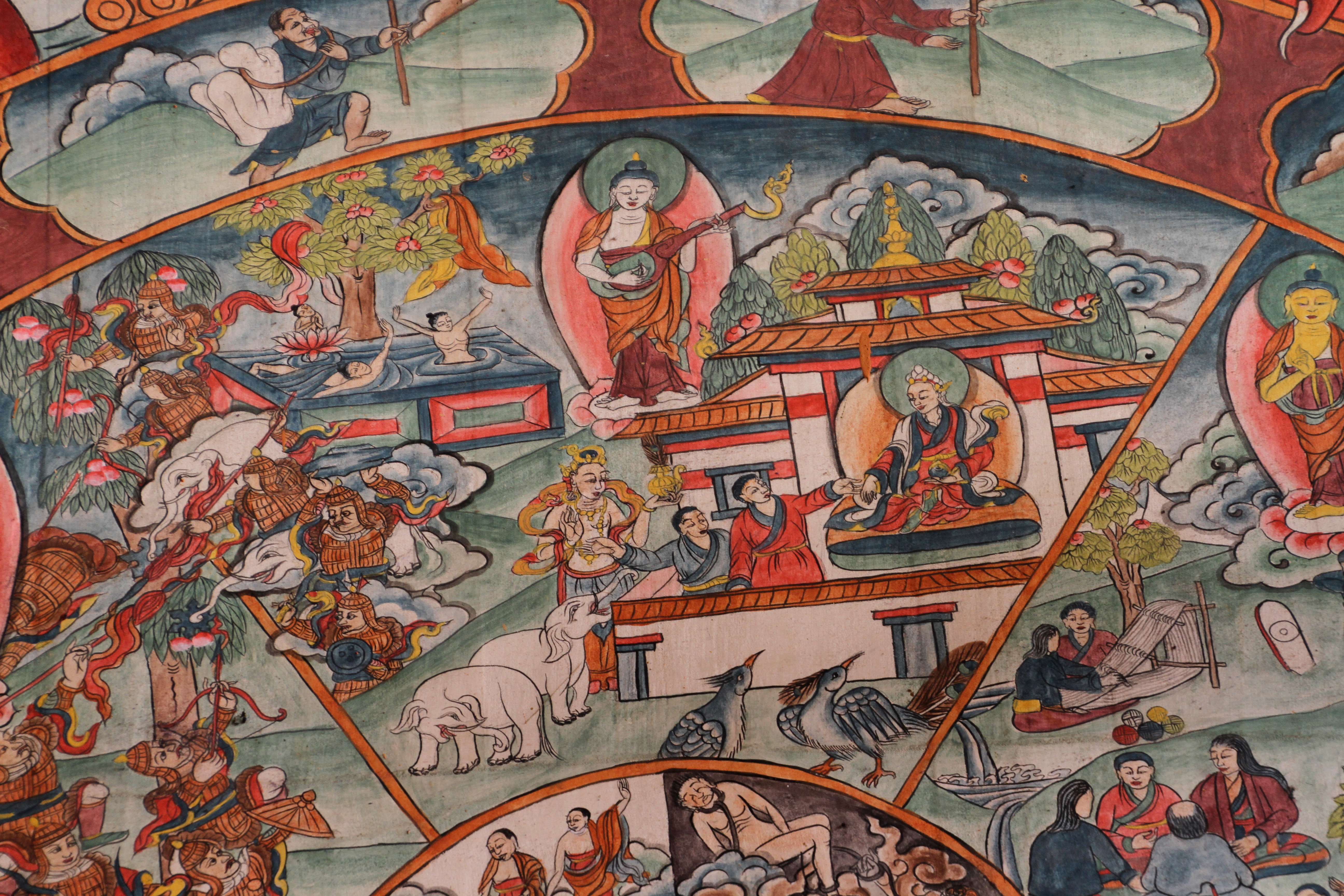
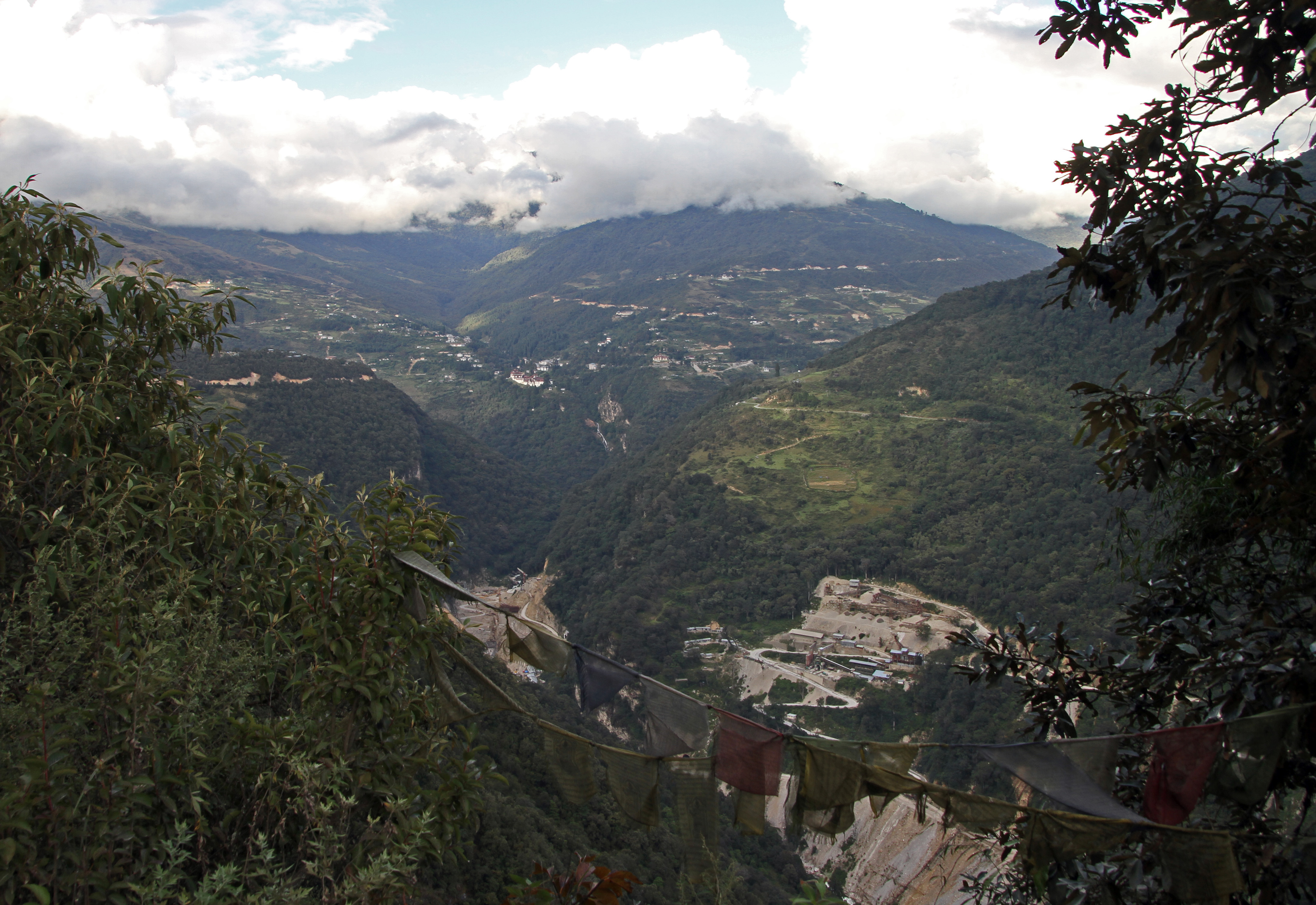
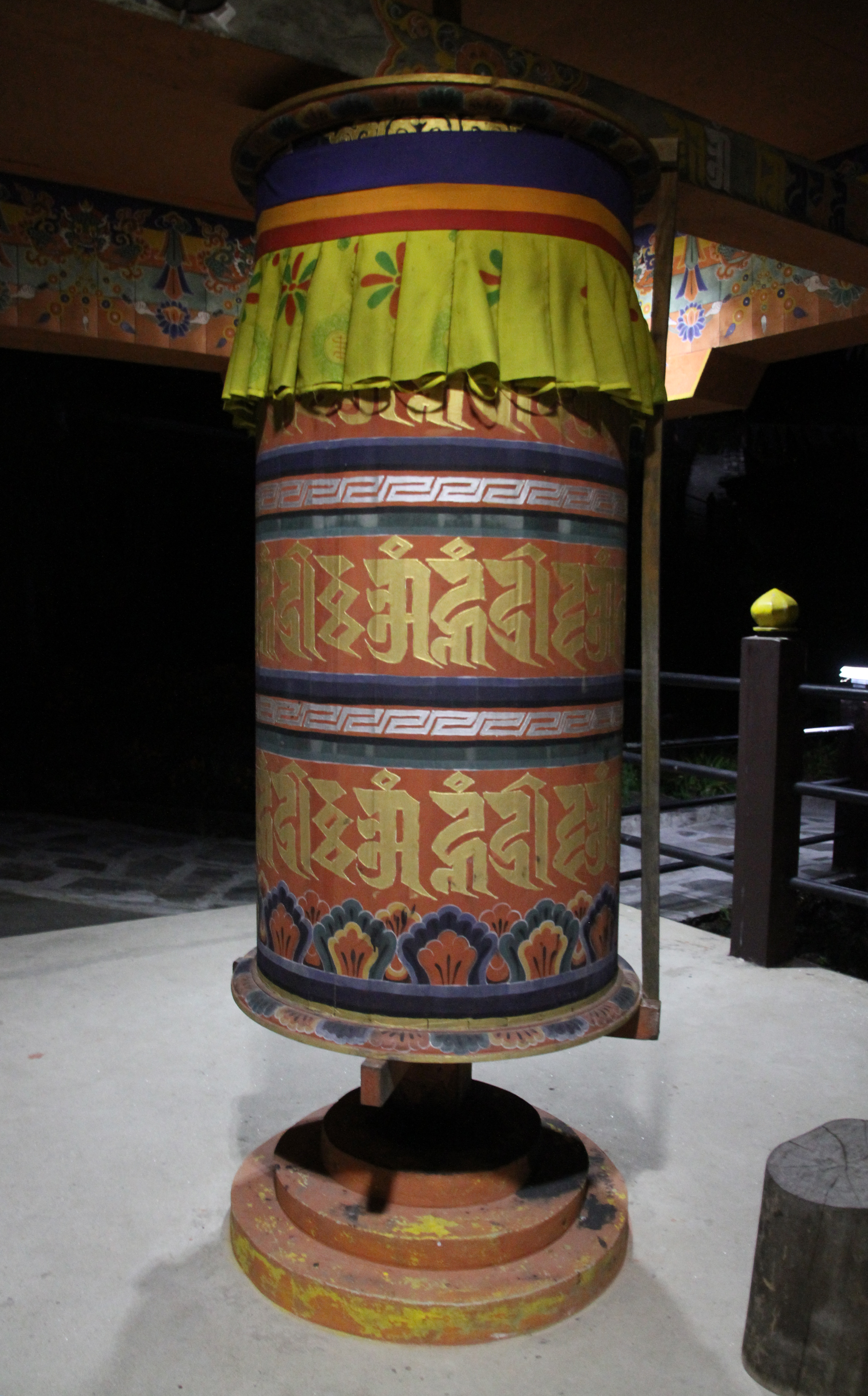